# Geklede jurk

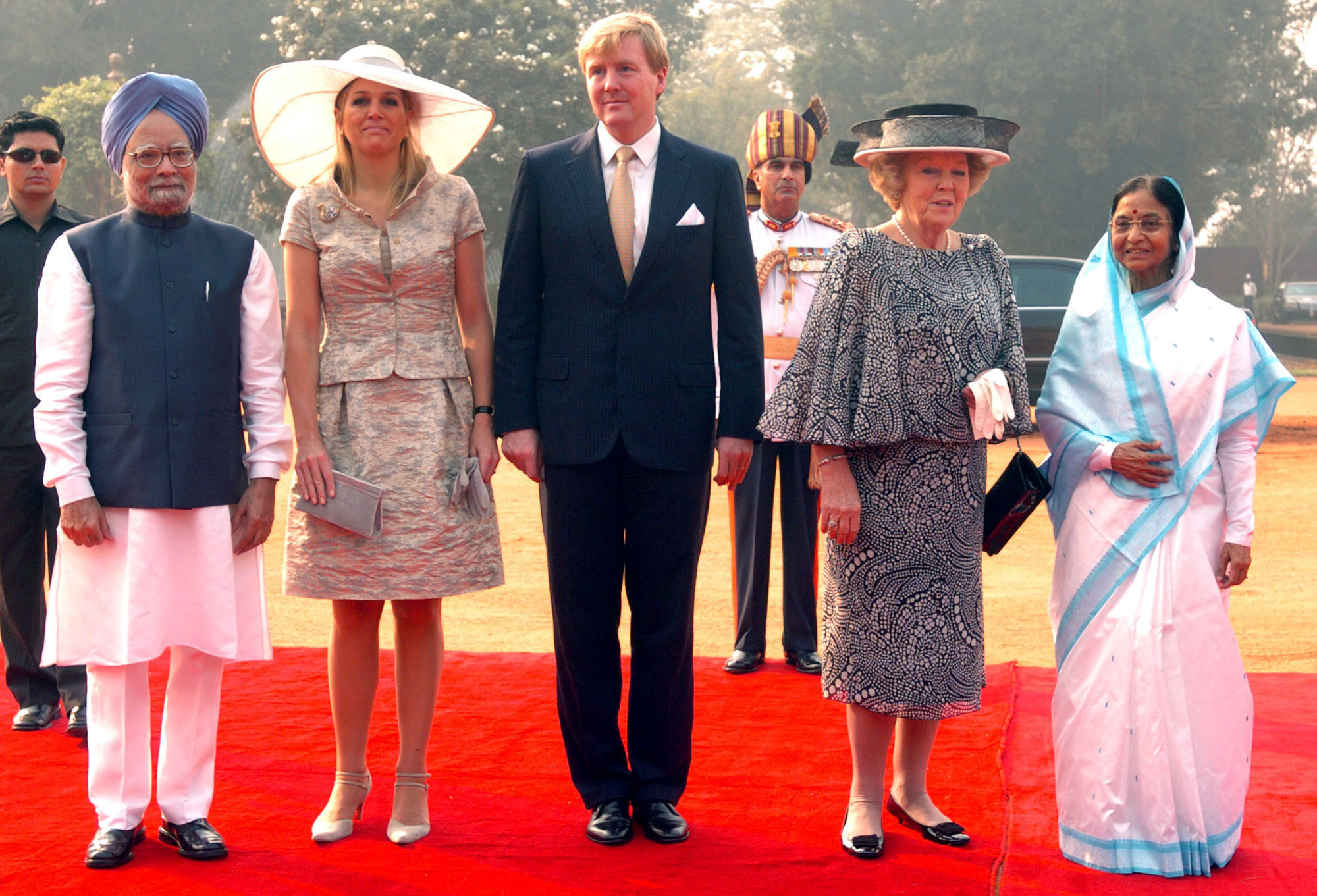
Prinses Maxima in een geklede jurk met jasje en Koningin Beatrix in een (quasi) tweedelige geklede jurk

Een geklede jurk is een type nette jurk dat gedragen wordt als de dresscode tenue de ville is. 
Het gaat om een jurk die op of onder de knie valt en een rijke uitstraling heeft. Dit wordt bereikt met kwalitatief goede stoffen die niet snel kreuken en in bescheiden tinten zoals bijvoorbeeld pasteltinten. Prints, mits niet te opvallend, zijn toegestaan.
Het basisprincipe van tenue de ville-kleding voor dames is ‘deux pièces’, reden waarom over de jurk een blazer of jasje gedragen wordt. Als de jurk en het jasje van dezelfde stof zijn wordt dit een complet (Frans) genoemd. Ook kan de jurk zelf uit twee delen lijken te bestaan.
Tenue de ville wil rust en elegantie uitstralen. De jurk wordt daarom gecombineerd met een eenvoudige tas zoals een enveloppe en pumps of lage schoenen, en huidkleurige panty's zijn verplicht. Een hoed mag maar is niet verplicht onder deze dresscode.
De dresscode tenue de ville is bedoeld voor feestelijke gelegenheden overdag zoals een bruiloft, een feestelijke opening zoals een vernissage, een ontvangst of een receptie, of bij de Verenigde vergadering van de Staten Generaal op Prinsjesdag.